# Somtel
Somtel (en somalien : Somtel, en arabe :  سومتيل ) est une entreprise de télécommunications basée à Hargeisa, la capitale de la région nord-ouest de la Somalie Somaliland. L'une des plus importantes sociétés de télécommunications de la Somalie, il offre une gamme complète de services voix et de données aux clients, y compris 3G et le premier réseau 4G. Somtel est en grande partie détenue par Dahabshiil, mais est officiellement enregistrée dans les îles Vierges britanniques. 
Somtel fonctionne sur les réseaux GSM et 3G 900, 1 800  et   2 100 MHz.